# Thomas Paine
Thomas Paine (ur. 29 stycznia?/9 lutego 1737 w Thetford, zm. 8 czerwca 1809 w Nowym Jorku) – brytyjski pisarz i myśliciel doby oświecenia. Uczestnik rewolucji amerykańskiej, jeden z ojców założycieli USA. Prekursor liberalizmu.
W 1774 przybył do Filadelfii, w 1776 opublikował broszurę Zdrowy rozsądek, w której nawoływał do stworzenia niepodległego państwa w miejsce dotychczasowych kolonii brytyjskich w Ameryce. Brał udział w wojnie o niepodległość USA. Do Wielkiej Brytanii wrócił w 1787.
Także w ojczyźnie głosił radykalne idee wolnościowe, popierał rewolucję francuską i prawo narodów do wybierania demokratycznych rządów. Po wydaniu Praw człowieka, zagrożony aresztowaniem, uciekł do rewolucyjnej Francji, gdzie został wybrany do Zgromadzenia Narodowego, ale także osadzony w więzieniu przez jakobinów.
W Wieku rozumu przyznał, iż deizm stanowi podstawę jego poglądów.

## Dzieła
- Letter to Washington – utwór, zawierający atak na George’a Washingtona jako osobę.
- Zdrowy rozsądek (ang. Common Sense) – broszura polityczna. Nawołująca do ogłoszenia niepodległości Stanów Zjednoczonych, posługująca się m.in. argumentem, że mała wyspa (Wielka Brytania) nie powinna rządzić całym kontynentem.
- Prawa człowieka (Rights of Man(inne języki) – 1791–1792)[1]
- Wiek rozumu (The Age of Reason(inne języki) – 1794, 1795 i 1807)[2]
- Agrarian Justice (1797)

i inne